# François de Tours
François-Marie de Tours (Francia, siglo XVII-¿Tibet?, 1707/1709) fue un misionero francés de la orden capuchina conocido por sus escritos de viaje sobre España.

## Biografía
Se desconoce su lugar de nacimiento, pero se sabe que pertenecía a la provincia de Tours en su orden. En la década de 1680 fue misionero en India primero en Surat y después en Pondichery. Durante su misión los capuchinos tuvieron algunas querellas con los jesuitas, especialmente en relación con la convivencia de las creencias locales con el catolicismo, más permitida por la segunda de estas órdenes. Durante su estancia en Surat escribió su obra sobre la gramática de la lengua hindi: Thesaurus Linguae Indianae.
Hacia principios o mediados de la década de 1690, volvió a Francia, pasando por Persia, junto a su compañero Esprit de Tours.
En diciembre de 1698 emprendió viaje a Portugal y España, comenzando desde Nevers en cuyo convento vivía. Tras pasar por diversas ciudades portuguesas y españolas, volvieron a Nevers a mediados de febrero de 1700.
En 1703 se encuentra en Roma preparando una misión al Tibet, promovido por la Sacra Congregatio de Propaganda Fide.
En 1706 estaba en Madrás desde donde emprendió su misión en el Tibet junto a su compañero Giuseppe d’Ascoli.
Murió entre 1707 y 1709, probablemente en Nepal.

### Individuales
1. ↑  Wessler, Heinz Werner (2020). «Indian and Universal? The significance of Francois-Marie de Tours for the case of Hindi». Wege durchs Labyrinth: Festschrift zu Ehren von Rahul Peter Das (en inglés). doi:10.11588/XABOOKS.642. Consultado el 21 de mayo de 2023.
2. ↑  Aranha, Paolo (18 de mayo de 2020).  Flores, Jorge, ed. Vulgaris seu Universalis. Early Modern Missionary Representations of an Indian Cosmopolitan Space. Purushartha (en inglés). Éditions de l’École des hautes études en sciences sociales. pp. 331-360. ISBN 978-2-7132-3152-0. Consultado el 21 de mayo de 2023.
3. ↑  Kaschewsky, Rudolf (2020). «The Role of François Marie de Tours in the Capuchin Mission in India and Tibet». Orientalia Suecana (en sueco) 69. ISSN 0078-6578. doi:10.33063/diva-408679. Consultado el 21 de mayo de 2023.